# 布智兒
布智儿（1180年代—1270年代），又译卜只儿、不只儿。蒙古塔塔尔部脱脱里台氏，蒙古帝国第38位开国功臣（千户），纽儿杰之子。
开始是成吉思汗的扯儿必，与父纽儿杰从成吉思汗征战有功，为开国千户功臣之一。1219年，从成吉思汗西征，征伐花剌子模、钦察、斡罗思等国，每次出战，总奋力出击，曾身中数箭。后拥戴蒙哥为帝，1251年，出任行天下诸路也可札鲁忽赤（大断事官），主管汉地司法、财政，驻燕京（今北京），又称燕京等处行尚书省事。赐蔚州安定为食邑。1259年，以断事官随忽必烈攻南宋，忽必烈曾经斥责他滥杀无辜。蒙哥死后，因倾向阿里不哥，被忽必烈召回中都。1262年，在山东行中书省事，讨伐李璮。1273年，受命参与编修五朝起居注，不久病卒，时年九十余岁。长子好礼。

## 延伸阅读
[在维基数据编辑]
 《元史·卷123》，出自宋濂《元史》
 《新元史/卷129》，出自柯劭忞《新元史》